# Pentanisia annua
Pentanisia annua är en måreväxtart som beskrevs av Karl Moritz Schumann. Pentanisia annua ingår i släktet Pentanisia och familjen måreväxter. Inga underarter finns listade i Catalogue of Life.